# Хипотенуза
Хипотенуза је најдужа страница правоуглог троугла, и налази се наспрам правог угла. Њену дужину могуће је одредити коришћењем Питагорине теореме, према којој је квадрат дужине хипотенузе једнак збиру квадрата дужина преостале две странице.

## Порекло назива
Према неким изворима, реч хипотенуза долази од старогрчке речи ὑποτείνουσα (hypoteinousa), која представља комбинацију речи hypo (са значењем „испод“) и teinein (са значењем „развући“). Други аутори сматрају да је наведена реч у старогрчком језику у оригиналу коришћена да означи ствар која је носила или давала ослонац нечему у смислу потпоре, упоришта или подупирача, а изведена је од речи hypo („испод“) и tenuse („страна“).
У кинеском језику, за хипотенузу се користи термин hsien, који означава жицу развучену између две тачке (као код музичких инструмената), док је хебрејска реч ‘yeter изведена или из речи mei‘tar (са значењем „жица“) или из yo‘ter („више од“, у смислу дужа од преостале две странице).